# Infernus
Infernus, właściwie Roger Tiegs (ur. 18 czerwca 1972 w Bergen) – norweski muzyk, kompozytor, wokalista i autor tekstów. Założyciel blackmetalowej grupy muzycznej Gorgoroth. Ponadto muzyk współpracował z takimi grupami jak: Orcustus, Desekrator czy Borknagar. 
W 2007 roku Infernus opuścił grupę Gorgoroth w atmosferze konfliktu z pozostałymi jej członkami – basistą Tomem Visnesem pseud. King ov Hell i wokalistą Kristianem Espedalem pseud. Gaahl. Według zasądzonego wyroku sądowego prawa do dysponowania nazwą grupy mieli ówcześnie wspomniani King Ov Hell i Gaahl. Tiegs tego samego roku powołał grupę muzyczną o prawdopodobnej nazwie The Force Gorgoroth, w skład której weszli Tomas Asklund, szwedzki perkusista znany z grup Dissection i Dark Funeral oraz Frank Watkins, basista deathmetalowej grupy Obituary. 11 marca 2009 roku Infernus ogłosił na swoim blogu Myspace, że wyrokiem sądu zwrócono mu prawo do nazwy Gorgoroth.
Roger Tiegs praktykuje satanizm teistyczny. Od 2006 roku jest właścicielem wytwórni muzycznej Forces of Satan Records. Firma wydała płyty takich zespołów jak: Gorgoroth, Ophiolatry, Black Flame czy Tangorodrim. Na przełomie 2006 i 2007 roku muzyk odbył karę czterech miesięcy pozbawienia wolności w związku z napaścią na tle seksualnym. Tiegs w przeszłości był także oskarżony m.in. o uprowadzenie oraz naruszenie zasad regulujących posiadanie broni palnej, jednakże muzyk został uniewinniony.

## Dyskografia
| Gorgoroth - Pentagram (1994) - Antichrist (1996) - Under the Sign of Hell (1997) - Destroyer (1998) - Incipit Satan (2000) - Twilight of the Idols (In Conspiracy with Satan) (2003) - Ad Majorem Sathanas Gloriam (2006) - Quantos Possunt ad Satanitatem Trahunt (2009) |  | Borknagar - Borknagar (1996) Desekrator - Metal for Demons (1998) Orcustus - Demo 2002 (2002) - World Dirtnap 7" (2003) |